# آنری جانیک
آنری جانیک (فرانسوی: Henry Djanik‎; زاده ۲۱ مارس ۱۹۲۶ – درگذشته ۱۸ اوت ۲۰۰۸) بازیگر و صداپیشه فرانسوی ارمنی‌تبار بود. وی از سال ۱۹۵۲ تا ۱۹۹۳ میلادی مشغول فعالیت بود.

## فیلمشناسی در مقام بازیگر
از فیلم‌ها یا برنامه‌های تلویزیونی که وی در آن نقش داشته‌است می‌توان به ترس بر فراز شهر (۱۹۷۵)، ای مثل ایکاروس (۱۹۷۹)، مایریگ (۱۹۹۳) و پلاک ۵۸۸ خیابان پارادی (۱۹۹۲) اشاره کرد.